# NGC 5635
NGC 5635 este o galaxie seyfert situată în constelația Boarul. A fost descoperită în 1784 de către William Herschel. Se află la o distanță de 64,27 de megaparseci de Pământ.